# Aufidus kirkaldyi
Aufidus kirkaldyi är en insektsart som beskrevs av Jacobi 1921. Aufidus kirkaldyi ingår i släktet Aufidus och familjen spottstritar. Inga underarter finns listade i Catalogue of Life.